# Verbandsgemeinde Vorharz
In de Verbandsgemeinde Vorharz werken zeven gemeenten uit de Landkreis Harz samen ter vervulling van de gemeentelijke taken. Juridisch gezien behouden de deelnemende gemeenten hun zelfstandigheid.

## Geschiedenis
De Verbandsgemeinde Vorharz bestaat sinds 1 januari 2010.

## Deelnemende gemeenten
- Ditfurt (1.462)
- Groß Quenstedt (899)
- Harsleben (2.148)
- Hedersleben (1.314)
- Schwanebeck, Stad (2.426)
- Selke-Aue (1.392)
- Wegeleben, Stad * (2.474)